# Ioannis Papaioannou
Ioannis Papaioannou (griechisch Ιωάννης Παπαϊωάννου, * 20. April 1976 in Athen) ist ein griechischer Schachspieler.
Die griechische Meisterschaft konnte er dreimal gewinnen: 1997, 1998 und 1999. Er spielte für Griechenland bei elf Schacholympiaden: 1998 bis 2018. Außerdem nahm er an neun europäischen Mannschaftsmeisterschaften (2001 bis 2017) und an der Mannschaftsweltmeisterschaft (2010) teil. 
Beim Schach-Weltpokal 2009 in Chanty-Mansijsk scheiterte er in der ersten Runde an Viktor Láznička.
In der griechischen höchsten Liga spielte er seit 1996, zuerst für SA DEI Macedonia/Thrace, dann ab 2001 für AO Kydon Chania und ab 2012 für PS Peristeriou. Mit Chania und Peristeriou wurde er mehrmals griechischer Mannschaftsmeister.
Im Jahre 1996 wurde ihm der Titel Internationaler Meister (IM) verliehen. Der Großmeister-Titel (GM) wurde ihm 1998 verliehen. Seit 2019 trägt er den Titel FIDE Senior Trainer.
| Hier fehlt eine Grafik, die leider im Moment aus technischen Gründen nicht angezeigt werden kann. Wir arbeiten daran! |